# Borgo San Martino
Borgo San Martino és un municipi situat al territori de la província d'Alessandria, a la regió del Piemont, (Itàlia).
Limita amb els municipis de Casale Monferrato, Frassineto Po, Occimiano, Pomaro Monferrato i Ticineto.

## Galeria

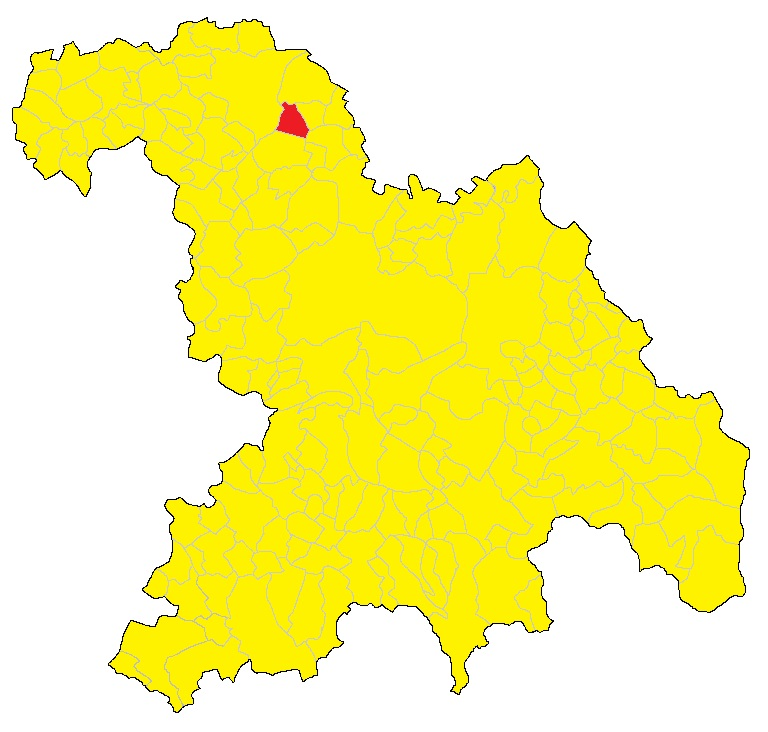
Localització del municipi de Borgo San Martino a la prov. d'Alessandria (Piemont)